# Podocarpus latifolius
Podocarpus latifolius — вид хвойних рослин родини подокарпових.

## Поширення, екологія
Країни поширення: ПАР; Есватіні. Це лісове дерев в прибережних, внутрішніх і гірських первинних лісів, де є достатня кількість опадів і природний захист від пожеж. У відкритих прибережних чагарниках і на сухих, кам'янистих схилах гір ростуть тільки хирляві дерева до кількох метрів заввишки не більше. Росте від близько рівня моря до 2000 м.

## Використання
Є цінним деревом деревини яка є легкою, блідо-жовтою й підходить для різних цілей. P. latifolius занадто повільно зростає прибуткового лісового насадження. Ягоди їдять при дозріванні птахи, мавпи, а іноді й люди. У ПАР цей вид зазвичай висаджують як побутове дерево в парках і вздовж вулиць.

## Загрози та охорона
Минулі вирубки, безсумнівно, робить негативний вплив на велику кількість особливо великих, зрілих дерев. Ця загроза зараз зупинилась, а решта дерев, більше не нещадно експлуатуються. Цей вид присутній в декількох природоохоронних територіях